# Sända
Sända är en by i Hedesunda socken, Gävle kommun som tidigast är känd från ett lagmansting i Hedesunda år 1445. Senda, Litzla och Lomshed var 1445 "ödesbol", ödeboställen, som låg på socknens allmänning och som kyrkoherdarna ägt sedan urminnes hävd. Sända ligger helt nära Dalälven.